# Kyotos tunnelbana

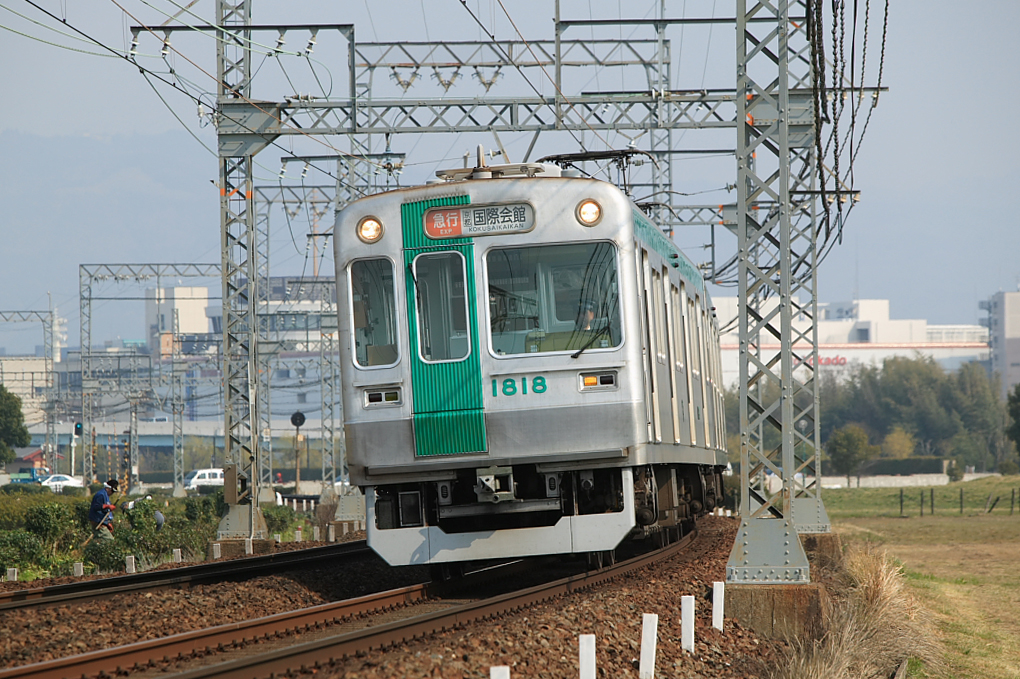
Ett tunnelbanetåg från Kyotos tunnelbana på Kintetsus Naralinje.

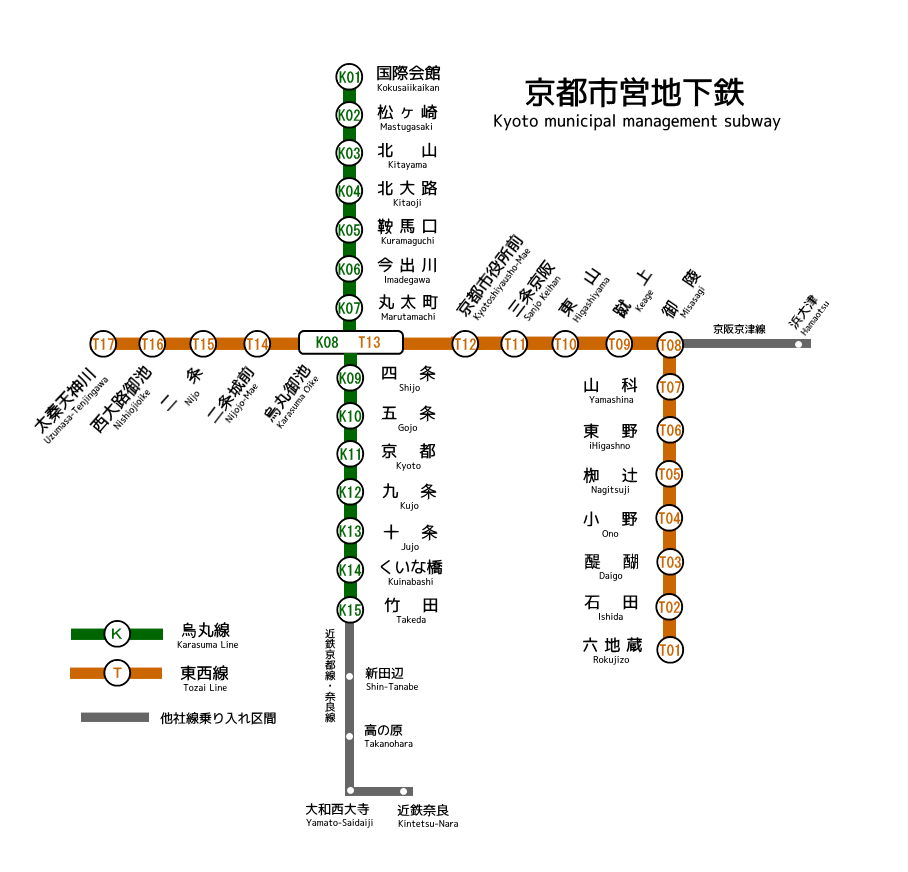
Karta över Kyotos tunnelbana.
Samtrafik med privata järnvägsbolag markerat med grå linjer.

Kyotos tunnelbana har två linjer, den nord-sydliga Karasumalinjen öppnad 1981 - 1997 och den väst-östliga Tozailinjen öppnad 1997 - 2008. Systemet har ända från början byggts med tanke på att möjliggöra samtrafik med omgivande pendeltågsoperatörer och är därför byggts med normalspår 1435 mm spårvidd och 1500 V likströmsmatning. 
1997 öppnades samtrafik mellan Tozailinjen och Keihans Keishin-linje till Hamaotsu. Sedan 2000 kan man åka från tunnelbanan ända till Nara med Kintetsu som har genomgående trafik.

## Historia
Kyoto var den första staden i Japan med kommersiell elektrisk spårvagnstrafik som öppnade 1895. Den drevs av ett kommersiellt bolag men överfördes senare till staden. En tunnelbana började byggas 1974 för att ersätta spårvagnssystemet. Bygget försenades och den sista spårvagnslinjen lades ner 1978 utan att tunnelbanan invigts vilket ledde till stora trafikstockningar i staden. 1981 öppnades den första delen av tunnelbanan, Karasumarulinjen mellan Kitaoji och Kyoto station. Den senaste utbyggnaden öppnades för trafik 16 januari 2008.